# Roura
Roura – miasto i gmina w Gujanie Francuskiej, w okręgu Kajenna. Według danych na rok 2011 liczy 2609 mieszkańców.